# Jean Grange
Jean Grange, né Jean Baptiste Grange à Bellac, en Haute-Vienne le 3 octobre 1827, et mort à Limoges le 31 juillet 1892, a été curé à Saint-Paul-d'Eyjeaux. Tout en assurant sa charge de curé, il a conduit une carrière de journaliste et d’écrivain.

## Le curé, le journaliste, l’écrivain

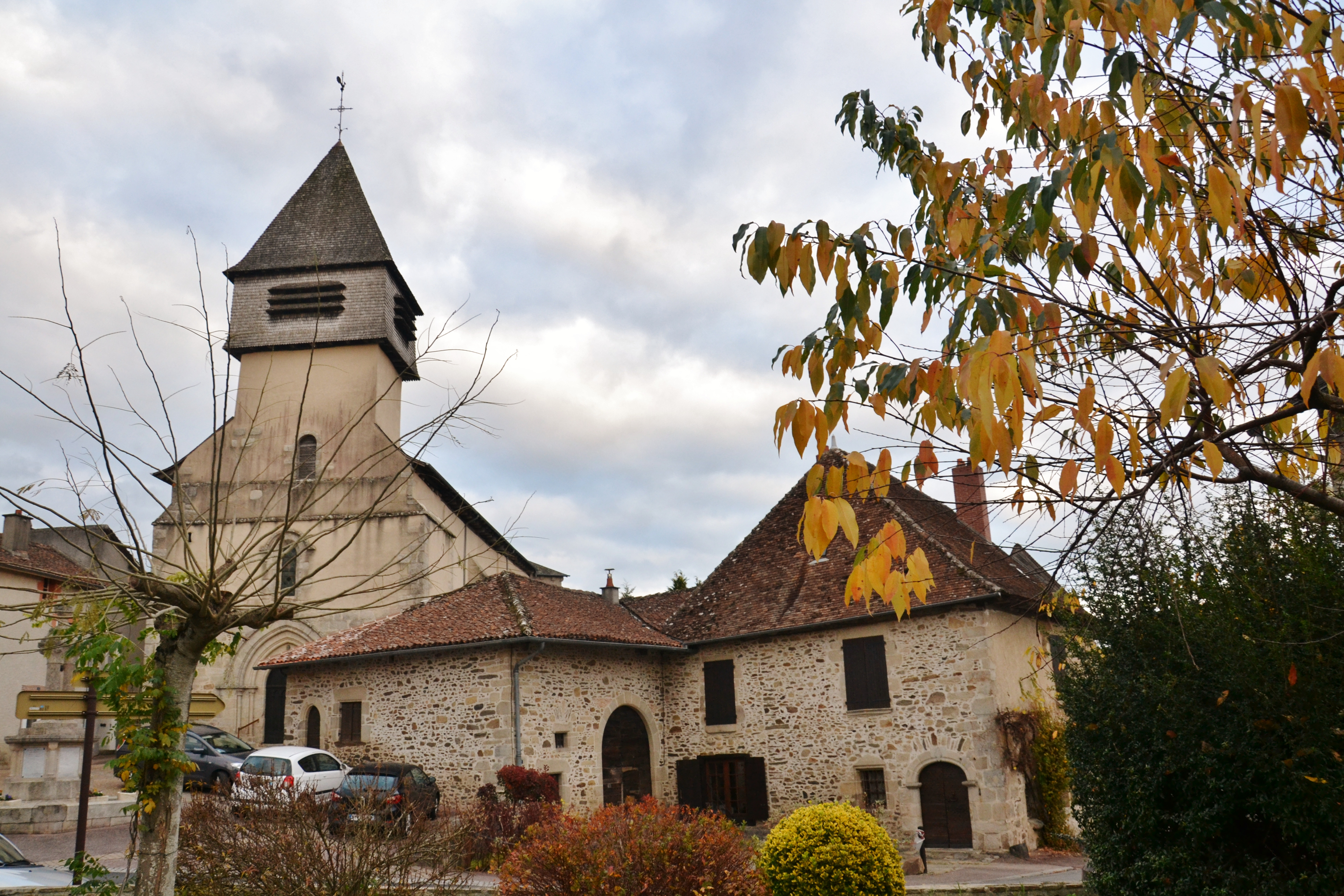
L’église de Saint-Paul-d'Eyjeaux dans la paroisse dont Jean Grange a été le curé.

Jean Grange est né à Bellac, en 1827 ; il a été tout d’abord professeur au petit séminaire du Dorat ; il a été ensuite vicaire à Bourganeuf, puis à Limoges, à Saint-Pierre-du-Queyroix ; il a été par la suite curé de Saint-Paul-d'Eyjeaux.
Jean Grange était passionné par l’écriture ; dans ses ouvrages, Jean Grange a développé diverses thématiques : l’importance de la religion dans le monde du travail, la désertification des campagnes, les débuts de l’industrialisation, le rejet de la religion et de l’église.
Son activité d’écrivain s’est exercé, à la fois à travers des publications chez des éditeurs, et à la fois à travers la diffusion de ses textes dans des revues de grande diffusion, comme « L’Ouvrier » (« Journal illustré paraissant le mercredi et le samedi »), ou le journal « Veillées des chaumières » (« Journal hebdomadaire illustré paraissant tous les mercredis »).
Jean Grange est mort à Limoges, en 1892.

## Romans populaires, récits pour la jeunesse et contes
L’activité d’auteurs de romans populaires de Jean Grange s’est déroulée en liens étroits avec l’activité de journaliste de l’écrivain catholique qu’il était, et qui publiait ses textes dans divers journaux ; Jean Grange a eu une intense activité dans plusieurs titres de presse ; parmi ces titres, il y a eu « L’Ouvrier : journal hebdomadaire illustré », paru de 1861 à 1920 ; créé à Paris par l’abbé Geslin de Kersolon (né à Rennes en 1817), l’hebdomadaire catholique, auquel collaborait Paul de Geslin, fils du fondateur, portait en sous-titre les mentions suivantes : biographies, causeries, histoire, littérature, romans et nouvelles, poésie, sciences, voyages, etc. ; illustré de gravures signées d’artistes de l’époque, représentant des scènes de vie, « L’Ouvrier » souhaitait offrir des lectures de haute qualité morale et éducative et il se référait à l’histoire sociale ; Jean Grange a également collaboré au journal « Veillées des chaumières », un journal bihebdomadaire qui avait été créé en 1877 par l'éditeur Henri Gautier (cet éditeur avait racheté la Librairie Blériot, et il avait lancé des journaux pour des lectorats très ciblés, comme les « Veillées des chaumières », et « La Semaine de Suzette »).
Jean Grange, à travers ses romans, s'est inscrit dans ce courant du XIXe siècle qui a vu se mettre en place une presse catholique. L'abbé Jean Grange, comme l'abbé Geslin de Kersolon, ont cherché à développer une presse populaire ; ils avaient en tête de faire une œuvre militante, en publiant (et, pour Jean Grange, en écrivant) des textes où les lecteurs, et les lectrices, retrouvaient récits d'aventure, préceptes moraux, connaissances historiques et géographiques.
Dans le domaine des récits pour la jeunesse, nombre des ouvrages de Jean Grange sont parus dans la collection « Bibliothèque de la jeunesse chrétienne », et plusieurs de ses titres ont connu des éditions successives ; ces ouvrages pour la jeunesse ont été publiés sous la forme de cartonnages agrémentés de quelques illustrations, qui étaient la production d'éditeurs de cette époque, comme, à Limoges, la librairie Ardant, ou comme, à Tours, la librairie Mame, dirigée, à cette époque, par Alfred Mame.
Dans le domaine des contes (comme dans celui des romans ou celui des récits pour la jeunesse), Jean Grange a montré qu’il avait un don pour l’écriture ; dans ses contes et ses nouvelles, ses qualités d’observation du monde qui l’entourait lui ont permis de dépeindre de manière très vivante la société limousine de son époque à travers de nombreuses historiettes pleines de finesse.

## Extrait d’une œuvre de Jean Grange
Extrait de l’œuvre de Jean Grange, Proverbes et nouvelles, Tours, A. Mame et fils, 1878 : 
LE DIMANCHE OU LE LUNDI
« Encore une grandeur déchue ! Pauvre vieille route abandonnée! Elle se déroule toujours entre deux haies de grands peupliers, de châtaigniers touffus et de vieux chênes; mais qu'elle est changée ! Si vous l'aviez vue, il y a vingt ans ! Elle était sillonnée jour et nuit par d'élégantes calèches, des diligences remplies de voyageurs et de lourds chariots de transport. Ce n'étaient que bruits de roues, tintements de grelots et claquements de fouets.
La chaussée, soigneusement entretenue, faisait plaisir à voir, et la toilette des fossés était irréprochable. De plantureuses auberges, des granges, vastes à contenir une noce de village, des écuries et des remises qui ne finissaient, pas, bordaient, à courte distance, cette route vraiment royale. Maintenant la voie est déserte, mélancolique et silencieuse ; l'herbe l'envahit ; les bâtiments qui n'ont pas été démolis se lézardent et s'écroulent sans que personne en ait souci. Un rival heureux a fait ces ruines : le chemin de fer est là à quelques pas. Il a beau être plat et laid comme un parvenu, les wagons n'en emportent pas moins voyageurs et marchandises à la barbe de la vieille chaussée, et la locomotive la siffle en passant. Je faisais ces réflexions et d'autres, un beau soir d'été, en suivant la route de la Bastide à Limoges. Après avoir dépassé le village de la Bregère, je me souvins que j'avais une visite à faire à un ouvrier de ma connaissance, et je pris à gauche un sentier ombragé qui m'eut bientôt conduit à la maison qu'habitait Pierre Blondin ».

## Œuvres

### Œuvres dans le domaine du conte
- Jean Grange, Contes d'orient et d'occident, Tours, A. Mame et fils, 1874
- Jean Grange, Proverbes et nouvelles, Tours, A. Mame et fils, 1874
- Jean Grange, Les Confessions d'un mendiant, suivi de : Le Garde-fou. Les Contes du trouvère. Une Parisienne en Limousin. Le Trésor de Saint-Sébastien., Tours, A. Mame et fils, 1892

### Œuvres en dehors du domaine du conte
La bibliographie de Jean Grange est, dans ce domaine, riche de près de 40 ouvrages.
- Jean Grange, Étude sur le P. Le Jeune, de l'Oratoire, surnommé le moderne apôtre du Limousin, Limoges, Impr. de Vve H. Ducourtieux, 1867
- Jean Grange, Journal d'un ouvrier, Paris, A. Rigaud, 1870
- Jean Grange, Conseillers municipaux et ignorantins. Rapport de Jacques Durand aux députés de son département, Paris, F. Girard, 1871
- Jean Grange, La Prêtrophobie, de ses causes et de ses remèdes, à l'usage des gens mordus, par le Dr Jean Grange, Paris, F. Girard, 1871
- Jean Grange, Les solidaires, avec une lettre de Mgr Duquesnay, évêque de Limoges (1871-1881), Paris, Blériot, 1872
- Jean Grange, Lettres d'un paysan, avec préface par M. Adrien de Riancey,  Paris, Haton, 1873
- Jean Grange, La Pierre philosophale, Paris, Haton, 1873
- Jean Grange, Les Sans-Dieu, par Jean Grange, Paris, Haton, 1873
- Jean Grange, Histoire d'un jeune homme, Paris, C. Blériot, 1874
- Jean Grange, Lettres d'un vétérinaire à M. Littré, Paris, C. Dillet, 1874
- Jean Grange, Notes d'un commis voyageur, ou Mémoires d'un patron, Paris, A. Rigaud, 1874
- Jean Grange, Ville et village. Le bonheur d'un millionnaire, Paris, C. Blériot, 1875
- Jean Grange, Par-dessus le buisson ; Derrière un pilier, Tours, A. Mame et fils, 1876
- Jean Grange, Le trésor du souterrain ; suivi d'autres récits, Paris, C. Blériot, 1876
- Jean Grange, Le Robinson d'eau douce, Paris, R. Haton, 1876
- Jean Grange, Scènes et récits, Tours, A. Mame et fils, 1877
- Jean Grange, Le dessus du panier : histoires pour la jeunesse, Tours, A. Mame et fils, 1877
- Jean Grange, Souvenirs d'un gendarme, Paris, R. Haton, 1877
- Jean Grange, Les malheurs d'un bachelier, Tours, A. Mame et fils, 1878
- Jean Grange, Les Révélations d'un sacristain, suivies de : Les Sorciers de la Sologne. Une histoire campagnarde, Paris, Blériot frères, 1879
- Jean Grange, Le Conseil de fabrique de Buzeville, Paris, V. Palmé, 1880
- Jean Grange, Mère Saint-Ambroise, ou Souvenirs d'une sœur de charité, Paris, R. Haton, 1880
- Jean Grange, Le Robinson d'eau douce, Paris, R. Haton, 1880
- Jean Grange, La justice du Duc de Brunswick, comédie en un acte par Jean Grange,  Paris, Blériot frères, 1880
- Jean Grange, L'Ingrat, suivi de : le Petit frère Jérôme, le Bal de la sous-préfecture, la Clef d'or, Sauvé par un violon, Paris, V. Palmé, 1881
- Jean Grange, Lettres de deux cousins, Limoges, Ch. Barbou, 1882
- Jean Grange, Le Prieur des pénitents bleus, Paris, R. Haton, 1883
- Jean Grange, Mémoires d'un vieux drapeau, Paris, G. Téqui, 1884
- Jean Grange, Sous les châtaigniers, Paris, G. Téqui, 1885
- Jean Grange, Histoire des quatre saisons, Paris, G. Téqui, 1886
- Jean Grange, Les Récits du commissaire, Paris, Letouzey et Ané, 1887
- Jean Grange, Souvenirs d'un enfant de chœur, Paris, R. Haton, 1887
- Jean Grange, Les Aventures d'un gentilhomme poitevin, Paris, R. Haton, 1890
- Jean Grange, Le Roi des îles Canaries, Tours, A. Mame et fils, 1891
- Jean Grange, Pierre, Paul et Jacques ; L'ex-gendarme Jollivert ; Le parapluie de tante Suzon ; etc., Tours, A. Mame et fils, 1892
- Jean Grange, Les noces d'or du grand-père ; Le petit-fils de l'émigré ; La forêt enchantée, Tours, A. Mame et fils, 1894
- Jean Grange, Les Idées du docteur Aubergier, Paris, G. Duployé, 1907

## Sources
- Michel Desforges, Encres limousines : 100 écrivains évoquent le Limousin, Saint-Paul, L. Souny, 1998.
- Ellen Constans, Ouvrières des lettres, Limoges, PULIM, 2007.